# Wolfgang Lerke
Wolfgang Lerke (* 24. September 1942) ist ein pensionierter deutscher Diplomat. Letzter Dienstposten war bis 2007 Botschafter in der Republik Moldau.

## Leben
Nach dem Abitur 1962 durchlief Lerke eine Ausbildung beim Bezirksamt Steglitz in Berlin.
Anfang 1966 wurde er vom Auswärtigen Amt in Bonn übernommen. Im Jahr 1967 führte ihn die erste Auslandsverwendung an die Botschaft Accra, Ghana. Von 1970 bis 1973 war er beim damaligen Generalkonsulat Lüttich, Belgien, tätig.
Nach einem Studienaufenthalt am Institut für russische Sprache des Landes Nordrhein-Westfalen wurde er 1973 an das Generalkonsulat im damaligen Leningrad versetzt. Dem schloss sich von 1975 bis 1980 eine Versetzung an das Generalkonsulat Málaga, Spanien, an.
Von 1980 bis 1985 versah er seinen Dienst an der Botschaft Havanna, Kuba, und kehrte anschließend in die Zentrale des Auswärtiges Amt in Bonn zurück.
Nach Aufstieg vom gehobenen in den höheren Auswärtigen Dienst und einem kurzen Einsatz als Stellvertreter des Botschafters bei der UNESCO-Vertretung in Paris wurde er 1990 an die Ständige Vertretung bei der Europäischen Gemeinschaft in Brüssel mit Schwerpunkt Europäisches Parlament versetzt.
Im Jahr 1992 wurde er in Phnom Penh, Kambodscha, Leiter der Vertretung beim Obersten Nationalrat.  Anfang 1994 wurde er als ständiger Vertreter des Leiters an die Botschaft Beirut, Libanon, versetzt. 1997 folgte ein weiterer Einsatz in der Zentrale des Auswärtige Amt in Bonn mit Umzug nach Berlin. 
Im Jahr 2001 wurde ihm als Botschafter mit der Leitung der deutschen Botschaft Manama, Bahrain übertragen. Dem folgte 2004 die Versetzung als Botschafter und Leiter der Botschaft Chișinău, Republik Moldau.
Lerke trat 2007 in den Ruhestand.
| Personendaten    | Personendaten      |
| ---------------- | ------------------ |
| NAME             | Lerke, Wolfgang    |
| KURZBESCHREIBUNG | deutscher Diplomat |
| GEBURTSDATUM     | 24. September 1942 |